# Agrilus derasofasciatus
Espèce
Agrilus derasofasciatus (l'agrile de la vigne) est une espèce d'insectes de l'ordre des coléoptères et de la famille des Buprestidae ; elle est originaire de l'Europe.
C'est un insecte phytophage parasite de la vigne sauvage et cultivée, dont les larves creusent des galeries spiralées. Les dégâts sont insignifiants.